# 3/5
3/5（5分の3、ごぶんのさん）は、有理数のうち 0 と 1 の間にある数であり、1/5 の3倍である。

## 数学的性質
- 3 ÷ 5 に等しい。
- 3/5 は、素因数に5が含まれているN進法では、有限小数になる。

## その他3/5に関すること
- 多くの大学の単位で、満点の3/5（100点満点なら60点）が可・不可の基準である[要出典]。
- 「四公六民」とは江戸時代の年貢率の一つ。田畑の収穫量の四割(= 2/5)を租税として領主に納め、六割(= 3/5)を農民個人の収入とするもの。江戸幕府（1603年）創設以来、徳川吉宗が享保の改革の一環として1728年（享保13年）に「五公五民」にするまで続いた。

## 符号位置
| 記号 | Unicode | JIS X 0213 | 文字参照         | 名称   |
| ---- | ------- | ---------- | ---------------- | ------ |
| ⅗    | U+2157  | -          | &#x2157; &#8535; | 5分の3 |

## 近隣の分数
- 5/8
- 2/3